# Tercer Gobierno de Pedro Sánchez
El tercer Gobierno de Pedro Sánchez es el actual Gobierno de España. Pedro Sánchez fue investido presidente del Gobierno por el Congreso de los Diputados el 16 de noviembre de 2023, tras alcanzar un acuerdo de gobierno entre PSOE y Sumar y el apoyo externo de los partidos de ámbito autonómico, ERC, Junts, EH Bildu, PNV, BNG y CC.
Se trata de un Gobierno de coalición en minoría parlamentaria, con una mayoría simple de 148 diputados en la Cámara Baja y una minoría absoluta en el Senado, con 95 senadores de los 266 que componen la Cámara Alta, teniendo el principal partido de la oposición la mayoría absoluta.

## Historia

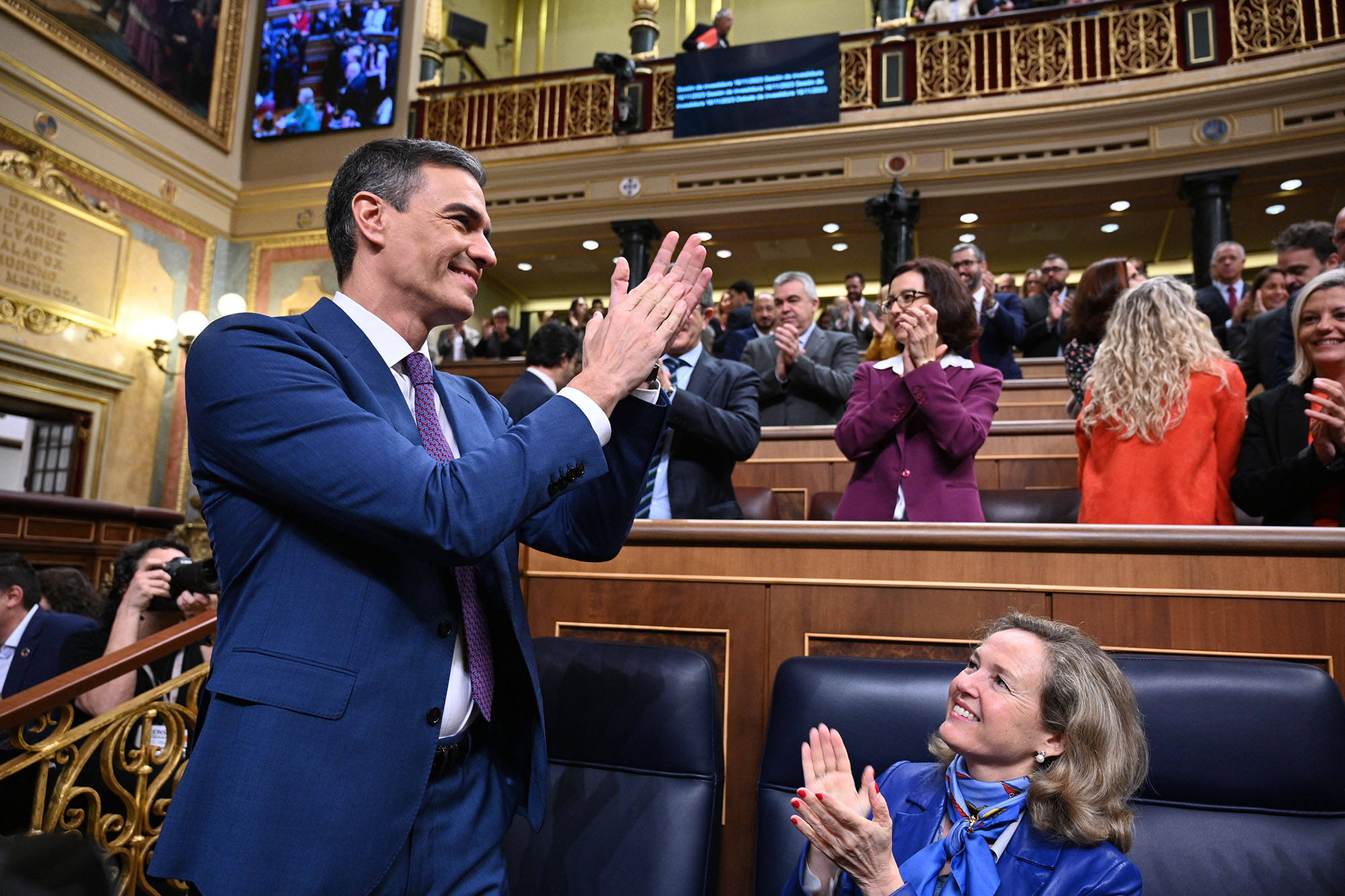
Sánchez recibiendo el aplauso de sus compañeros de partido tras ser investido presidente el 16 de noviembre de 2023.

Las elecciones generales para la xv legislatura se celebraron el 23 de julio de 2023. El Partido Popular, liderado por Alberto Núñez Feijóo, ganó las elecciones obteniendo una mayoría simple de 137 diputados, insuficiente para gobernar. Tras no contar ningún candidato con una mayoría suficiente, el rey propuso a Núñez Feijóo, que no consiguió reunir los apoyos suficientes y su candidatura fue rechazada, en segunda votación, por el Congreso de los Diputados. Tras conocerse el resultado, el rey convocó una nueva ronda de contactos y, tras ésta, propuso al entonces presidente en funciones y líder del Partido Socialista, Pedro Sánchez, que contaba con 121 diputados.
En este contexto, el Partido Socialista alcanzó pactos con los partidos que en la anterior legislatura le habían apoyado, así como con Junts per Catalunya, con quien negoció una ley de amnistía que provocó numerosas protestas ciudadanas por el país. Esto le permitió ser reelegido presidente del Gobierno por 179 votos a favor el 16 de noviembre de 2023. Al día siguiente, el presidente electo prometió su cargo ante el rey Felipe VI.
El 29 de diciembre de 2023, la vicepresidenta primera, Nadia Calviño, abandonó el Gobierno tras ser nombrada presidenta del Banco Europeo de Inversiones. Para su reemplazo, el secretario general del Tesoro, Carlos Cuerpo fue nombrado ministro de Economía, mientras que la ministra de Hacienda, María Jesús Montero, pasó a ser la vicepresidenta primera del Gobierno. Asimismo, José Luis Escrivá añadió a sus competencias el área de Función Pública.
El 6 de septiembre de 2024, José Luis Escrivá fue nombrado gobernador del Banco de España, abandonando el Gobierno y siendo sustituido por el director del Gabinete del Presidente, Óscar López Águeda.
El 25 de noviembre de 2024, la vicepresidenta tercera y ministra de Transición Ecológica, Teresa Ribera, abandonó el Gobierno tras ser propuesta por Ursula von der Leyen como vicepresidenta primera y comisaria en la Comisión Europea. Ribera fue sustituida en sus cargos nacionales por la entonces secretaria de Estado de Energía, Sara Aagesen.

## Estructura y composición
El 20 de noviembre de 2023, Pedro Sánchez dio a conocer el nombre de los veintidós ministros que le había propuesto nombrar al rey Felipe VI. Sánchez diseñó un Gobierno compuesto por diecisiete ministros del PSOE y cinco de Sumar, dejando fuera del Ejecutivo a Podemos tras desavenencias entre estos y Sumar. Los ministros tomaron posesión de su cargo en el Palacio de la Zarzuela el 21 de noviembre de 2023.
| ← Tercer gobierno de Pedro Sánchez → (desde el 21 de noviembre de 2023)                                       |                                                               |                                                                                |                                   |
| Partido político                                                                                              |                                                               | Partido Socialista Obrero Español                                              | Partido Socialista Obrero Español |
| Partido político                                                                                              | Partido de los Socialistas de Cataluña                        |                                                                                |                                   |
| Partido político                                                                                              | Comunes                                                       |                                                                                |                                   |
| Partido político                                                                                              | Más Madrid                                                    |                                                                                |                                   |
| Partido político                                                                                              | Izquierda Unida                                               |                                                                                |                                   |
| Partido político                                                                                              | Movimiento Sumar                                              |                                                                                |                                   |
| Partido político                                                                                              | Independiente                                                 |                                                                                |                                   |
| Cargo | Titular                                                       | Titular                                                                        | Titular                           |
| Presidente |                                                               | Pedro Sánchez Pérez-Castejón Desde el 17 de noviembre de 2023                  |                                   |
| Vicepresidencias                                                                                              |                                                               |                                                                                |                                   |
| Vicepresidenta primera                                                                                        |                                                               | Nadia María Calviño Santamaría 21 de noviembre de 2023-29 de diciembre de 2023 |                                   |
| Vicepresidenta primera                                                                                        | María Jesús Montero Cuadrado Desde el 29 de diciembre de 2023 |                                                                                |                                   |
| Vicepresidenta segunda                                                                                        |                                                               | Yolanda Díaz Pérez Desde el 21 de noviembre de 2023                            |                                   |
| Vicepresidenta tercera                                                                                        |                                                               | Teresa Ribera Rodríguez 21 de noviembre de 2023-25 de noviembre de 2024        |                                   |
| Vicepresidenta tercera                                                                                        | Sara Aagesen Muñoz Desde el 25 de noviembre de 2024           |                                                                                |                                   |
| Vicepresidenta cuarta                                                                                         |                                                               | María Jesús Montero Cuadrado 21 de noviembre de 2023-29 de diciembre de 2023   |                                   |
| Vicepresidenta cuarta                                                                                         | El 29 de diciembre de 2023 se suprime el cargo.               |                                                                                |                                   |
| Ministerios                                                                                                   |                                                               |                                                                                |                                   |
| Asuntos Exteriores, Unión Europea y Cooperación                                                               |                                                               | José Manuel Albares Bueno Desde el 21 de noviembre de 2023                     |                                   |
| Presidencia, Justicia y Relaciones con las Cortes Notario Mayor del Reino Secretario del Consejo de Ministros |                                                               | Félix Bolaños García Desde el 21 de noviembre de 2023                          |                                   |
| Defensa |                                                               | María Margarita Robles Fernández Desde el 21 de noviembre de 2023              |                                   |
| Hacienda y Función Pública (2023) Hacienda (desde 2023)                                                       |                                                               | María Jesús Montero Cuadrado Desde el 21 de noviembre de 2023                  |                                   |
| Interior |                                                               | Fernando Grande-Marlaska Gómez Desde el 21 de noviembre de 2023                |                                   |
| Transportes y Movilidad Sostenible                                                                            |                                                               | Óscar Puente Santiago Desde el 21 de noviembre de 2023                         |                                   |
| Educación, Formación Profesional y Deportes Portavoz del Gobierno                                             |                                                               | María del Pilar Alegría Continente Desde el 21 de noviembre de 2023            |                                   |
| Trabajo y Economía Social                                                                                     |                                                               | Yolanda Díaz Pérez Desde el 21 de noviembre de 2023                            |                                   |
| Industria y Turismo                                                                                           |                                                               | Jordi Hereu i Boher Desde el 21 de noviembre de 2023                           |                                   |
| Agricultura, Pesca y Alimentación                                                                             |                                                               | Luis Planas Puchades Desde el 21 de noviembre de 2023                          |                                   |
| Sanidad |                                                               | Mónica García Gómez Desde el 21 de noviembre de 2023                           |                                   |
| Vivienda y Agenda Urbana                                                                                      |                                                               | Isabel Rodríguez García Desde el 21 de noviembre de 2023                       |                                   |
| Economía, Comercio y Empresa                                                                                  |                                                               | Nadia María Calviño Santamaría 21 de noviembre de 2023-29 de diciembre de 2023 |                                   |
| Economía, Comercio y Empresa                                                                                  | Carlos Cuerpo Caballero Desde el 29 de diciembre de 2023      |                                                                                |                                   |
| Cultura |                                                               | Ernest Urtasun i Domènech Desde el 21 de noviembre de 2023                     |                                   |
| Política Territorial y Memoria Democrática                                                                    |                                                               | Ángel Víctor Torres Pérez Desde el 21 de noviembre de 2023                     |                                   |
| Ciencia, Innovación y Universidades                                                                           |                                                               | Diana Morant Ripoll Desde el 21 de noviembre de 2023                           |                                   |
| Derechos Sociales, Consumo y Agenda 2030                                                                      |                                                               | Pablo Bustinduy Amador Desde el 21 de noviembre de 2023                        |                                   |
| Transición Ecológica y Reto Demográfico                                                                       |                                                               | Teresa Ribera Rodríguez 21 de noviembre de 2023-25 de noviembre de 2024        |                                   |
| Transición Ecológica y Reto Demográfico                                                                       | Sara Aagesen Muñoz Desde el 25 de noviembre de 2024           |                                                                                |                                   |
| Igualdad |                                                               | Ana Redondo García Desde el 21 de noviembre de 2023                            |                                   |
| Inclusión, Seguridad Social y Migraciones                                                                     |                                                               | Elma Saiz Delgado Desde el 21 de noviembre de 2023                             |                                   |
| Transformación Digital (2023) Transformación Digital y Función Pública (2023-)                                |                                                               | José Luis Escrivá Belmonte 21 de noviembre de 2023 - 6 de septiembre de 2024   |                                   |
| Transformación Digital (2023) Transformación Digital y Función Pública (2023-)                                | Óscar López Águeda Desde el 6 de septiembre de 2024           |                                                                                |                                   |
| Juventud e Infancia                                                                                           |                                                               | Sira Abed Rego Desde el 21 de noviembre de 2023                                |                                   |

## Procedencia geográfica
| Comunidad autónoma     | Cargo                                                               | Titular | Titular                            |
| ---------------------- | ------------------------------------------------------------------- | ------- | ---------------------------------- |
| Andalucía              | Vicepresidencia primera y Hacienda                                  |         | María Jesús Montero Cuadrado       |
| Aragón                 | Educación, Formación Profesional y Deportes y Portavoz del Gobierno |         | María del Pilar Alegría Continente |
| Principado de Asturias | -                                                                   | -       | -                                  |
| Cantabria              | -                                                                   | -       | -                                  |
| Castilla y León        | Defensa                                                             |         | María Margarita Robles Fernández   |
| Castilla y León        | Transportes y Movilidad Sostenible                                  |         | Óscar Puente Santiago              |
| Castilla y León        | Igualdad                                                            |         | Ana Redondo García                 |
| Castilla-La Mancha     | Vivienda y Agenda Urbana                                            |         | Isabel Rodríguez García            |
| Cataluña               | Industria y Turismo                                                 |         | Jordi Hereu i Boher                |
| Cataluña               | Cultura                                                             |         | Ernest Urtasun i Domènech          |
| Extremadura            | Economía, Comercio y Empresa                                        |         | Carlos Cuerpo                      |
| Galicia                | Vicepresidencia segunda y Trabajo y Economía Social                 |         | Yolanda Díaz Pérez                 |
| Islas Baleares         | -                                                                   | -       | -                                  |
| Canarias               | Política Territorial y Memoria Democrática                          |         | Ángel Víctor Torres Pérez          |
| La Rioja               | -                                                                   | -       | -                                  |
| Comunidad de Madrid    | Presidente del Gobierno                                             |         | Pedro Sánchez Pérez-Castejón       |
| Comunidad de Madrid    | Vicepresidencia tercera y Transición Ecológica y Reto Demográfico   |         | Sara Aagesen Muñoz                 |
| Comunidad de Madrid    | Asuntos Exteriores, Unión Europea y Cooperación                     |         | José Manuel Albares Bueno          |
| Comunidad de Madrid    | Presidencia, Justicia y Relaciones con las Cortes                   |         | Félix Bolaños García               |
| Comunidad de Madrid    | Sanidad                                                             |         | Mónica García Gómez                |
| Comunidad de Madrid    | Derechos Sociales, Consumo y Agenda 2030                            |         | Pablo Bustinduy Amador             |
| Comunidad de Madrid    | Transformación Digital y Función Pública                            |         | Óscar López Águeda                 |
| Región de Murcia       | -                                                                   | -       | -                                  |
| Navarra                | Inclusión, Seguridad Social y Migraciones                           |         | Elma Saiz Delgado                  |
| País Vasco             | Interior                                                            |         | Fernando Grande-Marlaska Gómez     |
| Comunidad Valenciana   | Agricultura, Pesca y Alimentación                                   |         | Luis Planas Puchades               |
| Comunidad Valenciana   | Ciencia, Innovación y Universidades                                 |         | Diana Morant Ripoll                |
| Comunidad Valenciana   | Juventud e Infancia                                                 |         | Sira Abed Rego                     |
| Ceuta                  | -                                                                   | -       | -                                  |
| Melilla                | -                                                                   | -       | -                                  |